# Primo ministro di Cipro del Nord
Il Primo ministro della Repubblica Turca di Cipro del Nord è il capo del governo della Repubblica Turca di Cipro del Nord.

## Elenco

### Stato federato turco di Cipro
| Nominativo      | Periodo del mandato          |
| --------------- | ---------------------------- |
| Rauf Denktaş    | 1975 - 1976                  |
| Nejat Konuk     | 1976 - 1978                  |
| Osman Örek      | 21 aprile - 12 dicembre 1978 |
| Mustafa Çağatay | 1978 - 1983                  |

### Repubblica Turca di Cipro del Nord
| Nominativo         | Periodo del mandato              |
| ------------------ | -------------------------------- |
| Mustafa Çağatay    | 15 novembre - 13 dicembre 1983   |
| Nejat Konuk        | 1983 - 1985                      |
| Derviş Eroğlu      | 1985 - 1994                      |
| Hakkı Atun         | 1994 - 1996                      |
| Derviş Eroğlu      | 1996 - 2004                      |
| Mehmet Ali Talat   | 2004 - 2005                      |
| Serdar Denktaş     | 23 - 26 aprile 2005 (ad interim) |
| Ferdi Sabit Soyer  | 2005 - 2009                      |
| Derviş Eroğlu      | 2009 - 2010                      |
| Hüseyin Özgürgün   | 23 aprile - 17 maggio 2010       |
| İrsen Küçük        | 2010 - 2013                      |
| Sibel Siber        | 13 giugno - 2 settembre 2013     |
| Özkan Yorgancıoğlu | 2013 - 2015                      |
| Ömer Kalyoncu      | 2015 - 2016                      |
| Hüseyin Özgürgün   | 2016 - 2018                      |
| Tufan Erhürman     | 2018 - 2019                      |
| Ersin Tatar        | 2019 - 2020                      |
| Ersan Saner        | 2020 - 2021                      |
| Faiz Sucuoğlu      | 2021 - 2022                      |
| Ünal Üstel         | 2022 - in carica                 |